# Колоніал-Паркс (Пенсільванія)
Колоніал-Паркс (англ. Colonial Park) — переписна місцевість (CDP) в США, в окрузі Дофін штату Пенсільванія. Населення — 16 243 особи (2020).

## Географія
Колоніал-Паркс розташований за координатами 40°17′59″ пн. ш. 76°48′25″ зх. д. / 40.29972° пн. ш. 76.80694° зх. д. (40.299715, -76.806845).  За даними Бюро перепису населення США в 2010 році переписна місцевість мала площу 12,32 км², уся площа — суходіл.

## Демографія
Згідно з переписом 2010 року, у переписній місцевості мешкало 13 229 осіб у 5954 домогосподарствах у складі 3345 родин. Густота населення становила 1074 особи/км².  Було 6323 помешкання (513/км²).
Расовий склад населення:
| - 72,9 % — білих - 15,9 % — чорних або афроамериканців - 4,6 % — азіатів - 0,2 % — корінних американців - 0,1 % — вихідців з тихоокеанських островів - 2,7 % — осіб інших рас |

До двох чи більше рас належало 3,6 %. Частка іспаномовних становила 7,8 % від усіх жителів.
За віковим діапазоном населення розподілялося таким чином: 19,4 % — особи молодші 18 років, 64,6 % — особи у віці 18—64 років, 16,0 % — особи у віці 65 років та старші. Медіана віку мешканця становила 38,2 року. На 100 осіб жіночої статі у переписній місцевості припадало 93,2 чоловіків;  на 100 жінок у віці від 18 років та старших — 89,5 чоловіків також старших 18 років.
Середній дохід на одне домашнє господарство  становив 60 051 долар США (медіана — 50 669), а середній дохід на одну сім'ю — 72 102 долари (медіана — 65 211). Медіана доходів становила 41 204 долари для чоловіків та 36 136 доларів для жінок. За межею бідності перебувало 6,0 % осіб, у тому числі 4,6 % дітей у віці до 18 років та 3,9 % осіб у віці 65 років та старших.
Цивільне працевлаштоване населення становило 6851 особа. Основні галузі зайнятості: освіта, охорона здоров'я та соціальна допомога — 21,0 %, роздрібна торгівля — 17,6 %, мистецтво, розваги та відпочинок — 11,6 %, публічна адміністрація — 11,3 %.